# Echo (revista em quadrinhos)
Echo é uma série de revistas em quadrinhos americanas publicada de forma independente pelo seu próprio autor, o roteirista e desenhista Terry Moore. A protagonista da série é Julie, uma fotógrafa que acidentalmente encontra um "traje de batalha" - um exoesqueleto energizado de alta tecnologia. Embora seja uma ficção científica, um gênero significativamente diferente da comédia romântica que fora a série anterior de Moore, Strangers in Paradise, o drama central de Echo é, segundo sintetizaria seu autor, a história de uma mulher americana moderna que se vê frente uma incrível mudança em sua vida.
Moore anunciou, em novembro de 2007, que começaria a publicar, de forma independente, uma nova série, a partir de março de 2008. A série teve 30 edições e em 2011 foi indicada ao Eisner Award, na categorias de "Melhor Série".